# ابوذر (دوره)
ابوذر نام روستایی در استان لرستان است، که در دهستان ویسیان، واقع در شهرستان چگنی قرار دارد. این روستا بر اساس برخی آمارها  ۱۱۲ نفر جمعیت دارد.